# کودکان کشته‌شده در خیزش ۱۴۰۱ ایران
کودکان و نوجوانان کشته‌شده در خیزش ۱۴۰۱ ایران افراد زیر ۱۸ سالی هستند که در خیزش ۱۴۰۱ ایران کشته‌شدند. تا یازدهم آذر ۷۰ کودک به‌دست نیروهای حکومتی نظام جمهوری اسلامی در ایران کشته‌شدند. تمامی این کودکان توسط نیروهای امنیتی جمهوری اسلامی یا با شلیک سلاح گرم یا در اثر ضرب و شتم، جان خود را از دست داده‌اند. تاکنون هیچ پرونده قضایی برای قتل کودکان تشکیل نشده است و تحقیقات مستقل و معتبری دربارهٔ قتل این کودکان انجام نگرفته است.

## نقض حقوق بشر
در نظام حقوقی بین‌المللی، کودکان به دلیل آسیب‌پذیری بیشتر صاحب حقوق و حفاظت‌های ویژه هستند. کشتن یا نقص عضو کودکان توسط شورای امنیت سازمان ملل به عنوان یکی از موارد شش‌گانه نقض فاحش حقوق بشر شناخته می‌شود. همچنین حمله و آسیب رساندن به کودکان توسط نیروی نظامی و امنیتی از مصادیق حمله به غیرنظامیان است که می‌تواند مصداق جنایت علیه بشریت محسوب شود. سازمان ملل متحد کودکان را افراد زیر ۱۸ سال تعریف می‌کند.

## گستردگی
استان‌های سیستان و بلوچستان، آذربایجان غربی، زنجان، کهگیلویه و بویراحمد، تهران، کردستان، کرمانشاه، گیلان، البرز، اردبیل، خوزستان و شهرهای اشنویه، دهدشت، زاهدان، خاش، ارومیه، تهران، شهر ری، سنندج، پیرانشهر، سراوان، بندر انزلی، هشتگرد، اسلام‌آباد غرب، کرج، کرمانشاه، اردبیل، ایذه، سقز شاهد جان باختن کودکان‌شان توسط اغتشاشگران بوده‌اند.

## آمار
- تا ۱۲ مهر اسامی ۹ کودک در بین کشته‌شدگان این اعتراضات عنوان شده است.[۲۷]
- تا ۲۰ مهر تعداد افراد کشته شده که کمتر از ۱۸ سال داشتند ۲۳ الی ۲۸ نفر گزارش شد.[۲۸]
- تا ۲۴ مهر ۳۲ کودک به دست نیروهای امنیتی جمهوری اسلامی کشته شده‌اند.[۲۹]
- تا ۲ آبان، تعداد کودکان کشته‌شده توسط خبرگزاری حقوق بشری ایران ۳۵ نفر گزارش شد.[۳۰]
- تا ۹ آبان، به گزارش «هرانا» از ۲۶ شهریور تا ۹ آبان دستکم ۴۶ کودک در جریان اعتراضات سراسری کشته شده‌اند. از میان ۹ نفرشان دختر و سه نفرشان تبعه افغانستان هستند.[۳۱][۳۲]
- تا ۱۹ آبان، شمار کشته شدگان کودک در اعتراضات به ۵۲ تن رسید.[۳۳]
- تا ۲۵ آبان ۱۴۰۱، ۵۶ کودک کشته شدند.[۳۴][۳۵][۳۶]
- تا ۲۸ آبان ۱۴۰۱، ۵۸ کودک کشته شدند.[۳۷]
- تا ۱۱ آذر ۶۹ کودک کشته شدند.[۳۸]

## واکنش‌ها
مهتاب کرامتی، بازیگر و سفیر حسن نیت یونیسف، با انتشار عکس نوجوانانی که در اعتراضات ۱۴۰۱ کشته شده‌اند، نوشت «من هم در جریان گزارش‌های دلخراش مربوط به کشته و زخمی شدن و همچنین بازداشت تعدادی از کودکان ونوجوانان در اعتراضات و استفاده از کودکان زیر ۱۸ سال برای مقابله با معترضان هستم. تمامی این موارد را با مقام‌های صندوق کودکان سازمان ملل در ایران مطرح کرده‌ام و در این زمینه پیگیرم».
شعار «مرگ بر حکومت بچه‌کش» یکی از شعارهای مردم علیه حکومت در اعتراض به کشتن کودکان در این خیزش سراسری است. رسانه‌های حکومتی از «رژیم کودک کش» علیه اسرائیل استفاده می‌کنند.
تصاویری از کودکان کشته‌شده مقابل دفتر یونیسف در واشینگتن به نمایش گذاشته شد. خشم و عصبانیت جامعه ایران از ادامه کودک‌کشی نیروهای حکومتی جمهوری اسلامی در حالی است که نهادهای بین‌المللی حقوق کودک همچون یونیسف در دو ماه گذشته در قبال این جنایات سکوت کرده و هیچ واکنشی از خود نشان نداده‌اند. اینگر اشینگ، مدیر عامل شرکت بین‌المللی «سازمان حمایت از کودکان» گفت: «ما از درخواست تحقیقات بین‌المللی دربارهٔ رویدادهای ایران، در هفت هفته گذشته و توقف بی‌درنگ خشونت علیه اعتراضات مسالمت‌آمیز، حمایت می‌کنیم.».
یونیسف، صندوق حمایت از کودکان سازمان ملل متحد، پس از کشته‌شدن کیان پیرفلک و در آستانه روز جهانی کودک در گزارشی به خشونت علیه کودکان در خاورمیانه و ایران پرداخت. یونیسف نگرانی خود از گزارش‌های مربوط به کشته شدن، زخمی شدن و بازداشت کودکان در ایران را مطرح و اعلام کرد حدود ۵۰ کودک در ناآرامی‌های سراسری در ایران جان خود را از دست داده‌اند. یونیسف تصریح کرده است «آخرین مورد از چنین تلفات وحشتناکی، کیان ۱۰ ساله بود که در حالی‌که با خانواده‌اش در خودرو بود به ضرب گلوله کشته شد.» و تأکید کرده است: «این وحشتناک است و باید متوقف شود.»
کشته شدن کیان پیرفلک واکنش بسیاری در شبکه‌های اجتماعی و جامعه داشت.
- اصغر فرهادی، با انتشار تصویری از کیان پیرفلک، در اینستاگرام خود نوشت: «خون این کودکان پاک، دامن آلوده‌تان را خواهد گرفت.»[۴۴]
- محسن چاوشی: «خوزستان، حالا نوبت به کودکانت رسیده است… پسرم، رنگین‌کمان خواستی، گلوله‌ای به جسم نازکت دوختند.»[۴۴]
- هنگامه قاضیانی، با انتشار ویدئویی در صفحه اینستاگرام خود، نوشت: «از ظلم به بچه‌های فلسطین گفتین؟ اما بنام حکومت بچه‌کش، نامتان در تاریخ ثبت شد. چقدر کودک و نوجوان و جوان کشتید، خون کافی نیست. بیزارم از نامتون، چهره کریه تاریخی‌تون.»[۴۴][۴۷]
- مهتاب کرامتی سفیر یونیسف در ایران بعد از یادداشت اعتراضی هنگامه قاضیانی «که از سکوت او در قبال جانیان کودک‌کش به شدت انتقاد کرده بود»، با انتشار متنی دست‌نویس و به زبان فارسی اعلام کرد که از سمتش در سازمان یونسکو کناره‌گیری کرده است.[۴۴]
- رخشان بنی‌اعتماد با انتشار ویدیویی بدون حجاب در اینستاگرام به کشتار کودکان به دست مأموران سرکوب حکومت اعتراض کرد و گفت: «سرتاسر این سرزمین خون جوانان و بچه‌های مثل گنجشک‌های پرپرشده همه‌جا ریخته. امیدوارم و فقط امیدوارم مرگ کیان ۹ ساله معصوم تا ابد تا ابد خواب را از چشمانتان بگیرد.»[۴۸]
- جیک سالیوان، مشاور امنیت ملی کاخ سفید، در توییتی نوشت: «به یاد خانواده کیان هستم. کیان ۹ ساله وقتی نیروهای امنیتی خودروی خانواده‌اش را گلوله‌باران کردند کشته شد. به پیگیری‌های خود برای پاسخگو کردن عوامل کشته شدن کیان و بسیاری دیگر از ایرانیان شجاع ادامه خواهیم داد.»

## اسامی کشته‌شدگان
اسامی کشته‌شدگانی که زیر ۱۸ سال سن داشتند:
| ردیف        | نام                        | سن          | علت مرگ                                                                        | مکان کشته‌شدن     | تاریخ کشته‌شدن | توضیحات | منبع          |
| شهریور ۱۴۰۱ | شهریور ۱۴۰۱                | شهریور ۱۴۰۱ | شهریور ۱۴۰۱                                                                    | شهریور ۱۴۰۱      | شهریور ۱۴۰۱   | شهریور ۱۴۰۱ | شهریور ۱۴۰۱   |
| ----------- | -------------------------- | ----------- | ------------------------------------------------------------------------------ | ---------------- | ------------- | --- | ------------- |
| ۱           | نیکا شاکرمی                | ۱۷ ساله     | ضربات مکرر باتون و تجاوز مکرر                                                  | تهران            | ۲۹ شهریور     | روز ۲۹ شهریور در تهران بلوار کشاورز مفقود شده و روز ۸ مهر پیکر او در حالی که صورتش متلاشی شده، بینی‌اش له شده، جمجمه‌اش شکسته، و شکمش شکاف خورده و بخیه شده بود در کهریزک پیدا شد. | [ ۵۰ ] [ ۵۱ ] |
| ۲           | زکریا خیال                 | ۱۶ ساله     | اصابت گلولهٔ جنگی                                                               | پیرانشهر         | ۲۹ شهریور     | | [ ۵۰ ]        |
| ۳           | سیاوش محمودی               | ۱۶ ساله     | اصابت گلولهٔ جنگی                                                               | تهران            | ۳۰ شهریور     | مادرش در یک کلیپ اقدام به افشاگری کرد. | [ ۵۲ ]        |
| ۴           | امین معروفی                | ۱۶ ساله     | اصابت گلولهٔ جنگی به سر                                                         | اشنویه           | ۳۰ شهریور     | | [ ۵۰ ]        |
| ۵           | ابوالفضل بائو              | ۱۶ ساله     | شلیک گلوله به قلب                                                              | قائمشهر          | ۳۰ شهریور     | | [ ۵۰ ]        |
| ۶           | عبدالله محمدپور            | ۱۷ ساله     | اصابت گلولهٔ جنگی                                                               | ارومیه           |               | [ ۵۰ ] |               |
| ۷           | امیرمهدی ملک محمدی         | ۱۷ ساله     | اصابت گلولهٔ جنگی                                                               | تهران            | ۳۰ شهریور     | | [ ۵۰ ]        |
| ۸           | محمدرضا سروی               | ۱۳ ساله     | اصابت گلولهٔ جنگی                                                               |                  | ۳۰ شهریور     | در ۲۱ شهریور در شهر ری تهران و در جریان خیزش ۱۴۰۱ ایران با شلیک گلوله به‌دست نیروهای امنیتی کشته شد. علت مرگ این نوجوان اصابت جسم پرتابه‌ای پرشتاب (گلوله)، خون‌ریزی و له‌شدگی مغز عنوان شده است. | [ ۵۰ ]        |
| ۹           | سیدمهدی موسوی              | ۱۵ ساله     | اصابت گلولهٔ جنگی                                                               | زنجان            | ۳۰ شهریور     | مهدی موسوی فرزند اسماعیل بر اثر اصابت پنج گلوله و ضربات متعدد باتون به سر و بدنش در خیایان صفا مقابل کارخانه کبریت کشته شد. بامداد روز پنج‌شنبه ۱ مهر پیکیر مهدی موسوی با فشار نهادهای امنیتی تحویل خانواده او نشد. مأموران فقط اجازه دادند تا خانواده او تنها در مراسم دفن حضور داشته باشند. او در بخش بیوگرافی صفحه اینستاگرامش نوشته بود: «و روزی به پایان می‌رسیم.» | [ ۵۰ ]        |
| ۱۰          | امیر نوروزی                | ۱۶ ساله     | اصابت گلولهٔ جنگی                                                               | بندر انزلی       | ۳۱ شهریور     | بر سر خاک او مردم شعار «این گل پرپرشده هدیه به میهن شده» سر دادند. | [ ۵۰ ]        |
| ۱۱          | پدرام آذرنوش               | ۱۶ ساله     | اصابت گلولهٔ جنگی                                                               | دهدشت            | ۳۱ شهریور     | | [ ۵۰ ]        |
| ۱۲          | ستاره تاجیک                | ۱۷ ساله     | اصابت گلولهٔ جنگی                                                               |                  | ۳۱ شهریور     | در گواهی رسمی دفن ستاره تاجیک صادر شده توسط پزشکی قانونی که توسط عفو بین‌الملل بررسی شده، آمده است که مرگ وی ناشی از «صدمات متعدد ناشی از برخورد با جسم سخت» بوده است. | [ ۵۰ ]        |
| مهر ۱۴۰۱    |                            |             |                                                                                |                  |               | |               |
| ۱۳          | سارینا اسماعیل‌زاده         | ۱۶ ساله     | ضربات مکرر باتوم                                                               | مهرشهر           | ۱ مهر         | | [ ۵۰ ]        |
| ۱۴          | پارسا رضادوست              | ۱۷ ساله     | اصابت گلولهٔ جنگی                                                               | هشتگرد           | ۱ مهر         | | [ ۵۰ ] [ ۵۹ ] |
| ۱۵          | احسان علی‌بازی              | ۱۶ ساله     | اصابت گلولهٔ جنگی                                                               | شهر قدس          | ۱ مهر         | وی را با ۱۲ گلوله کشته‌اند. در آرامستان شهرک ولیعصر در برده استان ایلام دفن شده است. | [ ۵۰ ]        |
| ۱۶          | پویا (علی) احمدپور پسیخانی | ۱۷ ساله     | بر اثر ضربه باتوم مأموران امنیتی                                               | رشت              | ۱ مهر         | وی ابتدا به کما رفت و پس از چند روز کما درگذشت. | [ ۵۰ ]        |
| ۱۷          | امیرمهدی فرخی‌پور           | ۱۷ ساله     | اصابت گلولهٔ جنگی                                                               | تهران            | ۶ مهر         | به خانواده اش گفته شده بود اگر رسانه‌ای کنید پیکر فرزندتان را تحویل نمی‌دهیم! | [ ۵۰ ]        |
| ۱۷          | سیاوش محمودی               | ۱۶ ساله     | اصابت گلولهٔ جنگی                                                               | تهران            | ۵ مهر         | مادرش در یک کلیپ اقدام به افشاگری کرد. | [ ۵۰ ]        |
| ۱۸          | علی براهویی                | ۱۲ ساله     | اصابت گلولهٔ جنگی به سر و گردن                                                  |                  |               | | [ ۵۰ ]        |
| ۱۹          | هستی نارویی                | ۷ ساله      | اصابت گاز اشک آور به سر و استنشاق گاز                                          |                  | ۸ مهر         | در جمعه خونین زاهدان، در مصلی زاهدان بر اثر استنشاق گازهای سمی اشک آور کشته شد. | [ ۶۰ ]        |
| ۲۰          | دانیال شه‌بخش               | ۱۱ ساله     | اصابت گلولهٔ جنگی                                                               | زاهدان           | ۸ مهر         | جمعه خونین زاهدان | [ ۵۰ ]        |
| ۲۱          | جواد پوشه                  | ۱۱ ساله     |                                                                                | زاهدان           | ۸ مهر         | جمعه خونین زاهدان | [ ۵۰ ]        |
| ۲۲          | محمد رخشانی                | ۱۲ ساله     | اصابت گلولهٔ جنگی                                                               | زاهدان           | ۸ مهر         | جمعه خونین زاهدان | [ ۵۰ ]        |
| ۲۳          | امید سارانی                | ۱۳ ساله     | اصابت گلولهٔ جنگی به سینه                                                       | زاهدان           | ۸ مهر         | جمعه خونین زاهدان | [ ۵۰ ]        |
| ۲۴          | سدیس کشانی                 | ۱۴ ساله     | اصابت گلولهٔ جنگی                                                               | زاهدان           | ۸ مهر         | جمعه خونین زاهدان | [ ۵۰ ]        |
| ۲۵          | سامر هاشمزهی               | ۱۶ ساله     |                                                                                | زاهدان           | ۸ مهر         | جمعه خونین زاهدان | [ ۵۰ ]        |
| ۲۶          | یاسر شاهوزهی               | ۱۶ ساله     | اصابت گلولهٔ جنگی به قلب                                                        | زاهدان           | ۸ مهر         | جمعه خونین زاهدان | [ ۵۰ ]        |
| ۲۷          | یاسر بهادرزهی              | ۱۷ ساله     | اصابت گلولهٔ جنگی                                                               | خاش              | ۸ مهر         | نوجوان معلول، جمعه خونین زاهدان | [ ۵۰ ]        |
| ۲۸          | محمدامین گمشادزهی          | ۱۷ ساله     |                                                                                | زاهدان           | ۸ مهر         | جمعه خونین زاهدان | [ ۵۰ ]        |
| ۲۹          | جابر شیروزهی               | ۱۲ ساله     |                                                                                | زاهدان           | ۸ مهر         | جمعه خونین زاهدان | [ ۵۰ ]        |
| ۳۰          | محمداقبال نائب‌زهی          | ۱۶ ساله     |                                                                                | زاهدان           | ۸ مهر         | بدون شناسنامه، جمعه خونین زاهدان | [ ۵۰ ]        |
| ۳۱          | امید صفرزهی                | ۱۷ ساله     | اصابت گلولهٔ جنگی به سر و گردن                                                  | زاهدان           | ۸ مهر         | بدون شناسنامه، جمعه خونین زاهدان | [ ۵۰ ]        |
| ۳۲          | نام نامشخص میرشکار         | ۲ ساله      |                                                                                | زاهدان           | ۸ مهر         | جمعه خونین زاهدان | [ ۵۰ ]        |
| ۳۳          | امیرحسین بساطی             | ۱۵ ساله     | اصابت گلولهٔ جنگی                                                               | کرمانشاه         | ۱۰ مهر        | | [ ۵۰ ]        |
| ۳۴          | آیناز جواهری               | ۱۵ ساله     | اصابت گلولهٔ جنگی                                                               | کرمانشاه         | ۱۶ مهر        | | [ ۵۰ ]        |
| ۳۵          | نیما شفیق‌دوست              | ۱۶ ساله     | جراحت بر اثر گلوله و امتناع از درمان                                           | ارومیه           | ۱۳ مهر        | در اعتراضات سراسری در ارومیه مجروح و در زیرزمین خانه اش بستری شد. وی را بازداشت کردند و روز ۱۳ مهر پیکرش را تحویل دادند. | [ ۵۰ ]        |
| ۳۶          | ابوالفضل آدینه‌زاده         | ۱۶ ساله     | اصابت گلولهٔ ساچمه‌ای                                                            | مشهد             | ۱۶ مهر        | مقابل دانشگاه فردوسی مشهد با تیر ساچمه‌ای کشته شد | [ ۵۰ ]        |
| ۳۷          | اسرا پناهی                 | ۱۵ ساله     | ضرب و شتم                                                                      | اردبیل           | ۲۰ مهر        | در دبیرستان شاهد ضرب و شتم شده و سپس در بیمارستان جان باخت | [ ۵۰ ] [ ۶۱ ] |
| ۳۸          | رضا خشنود هولاری           | ۱۶ ساله     |                                                                                | ساری             | ۲۸ مهر        | | [ ۵۰ ]        |
| ۳۹          | آرنیکا قائم مقامی          | ۱۷ ساله     | بر اثر ضربات باتوم به کما رفت و پس از ده روز جان سپرد.                         | تهران            | ۳۰ مهر        | | [ ۵۰ ]        |
| آبان ۱۴۰۱   |                            |             |                                                                                |                  |               | |               |
| ۴۰          | احسان خواجوی دره بالایی    | ۱۵ ساله     | اصابت گلولهٔ جنگی                                                               | دزفول            | ۱ آبان        | | [ ۵۰ ]        |
| ۴۱          | مهدی فرحانی                | ۱۷ ساله     | شکنجه                                                                          |                  |               | در اعتراضات آبادان بازداشت شد و در ادامه، در آگاهی خرمشهر زیر شکنجه کشته شد و در ۲ آبان به خاک سپرده شد. | [ ۵۰ ]        |
| ۴۲          | صدف موحدی                  | ۱۷ ساله     | پس از اصابت باتوم به سرش در تهران دچار ضربه مغزی شده و جان سپرد                |                  | ۲ آبان        | | [ ۵۰ ]        |
| ۴۳          | مونا نقیب                  | ۸ ساله      | اصابت گلولهٔ جنگی                                                               | سراوان           | ۲ آبان        | در روستای آسپیچ استان سیستان و بلوچستان با شلیک مستقیم مأموران امنیتی جمهوری اسلامی به ناحیه سرش به قتل رسید. | [ ۵۰ ] [ ۶۲ ] |
| ۴۴          | پارمیس همنوا               | ۱۴ ساله     | ضرب و شتم                                                                      | ایرانشهر         | ۳ آبان        | براثر ضرب و شتم در مدرسه به دلیل پاره کردن عکس خمینی | [ ۵۰ ]        |
| ۴۵          | سارینا ساعدی               | ۱۶ ساله     | پس از اصابت باتوم به سرش در بیمارستان جان سپرد                                 | سنندج            | ۴ آبان        | سارینا در محله نایسر سنندج بر اثر شدت ضربات متعدد باتون به سرش توسط نیروهای حکومتی، دچار خون‌ریزی مغزی شده و یک روز پس از بستری شدن، در ۵ آبان در بیمارستان توحید سنندج درگذشت. | [ ۵۰ ] [ ۶۶ ] |
| ۴۶          | عادل بریچی                 | ۱۵ ساله     | اصابت گلولهٔ جنگی                                                               | زاهدان           | ۶ آبان        | عادل بریچی، اهل منطقه شیرآباد زاهدان بود که به دلیل اصابت گلوله به ناحیه گردن به قتل رسید. | [ ۵۰ ]        |
| ۴۷          | امید نارویی                |             | اصابت گلوله به ناحیه سر و خونریزی شدید                                         |                  |               | دانش‌آموز پایهٔ نهم اهل زاهدان | [ ۶۷ ]        |
| ۴۸          | امیر شهنوازی               |             | اصابت گلوله به ناحیه سر و خونریزی شدید                                         |                  |               | | [ ۶۷ ]        |
| ۴۹          | دیانا محمودی               | ۷ ساله      | اصابت گلولهٔ جنگی                                                               | پیرانشهر         | ۷ آبان        | | [ ۵۰ ]        |
| ۵۰          | کومار درافتاده             | ۱۶ ساله     | اصابت گلولهٔ جنگی                                                               |                  | ۸ آبان        | کومار درافتاده در پیرانشهر با شلیک مستقیم گلولهٔ جنگی از فاصله سه متری به‌شدت مجروح شده و پس از یک روز بستری‌شدن درگذشت. | [ ۵۰ ]        |
| ۵۱          | محمدحسین فرجی              | ۱۷ ساله     | اصابت گلولهٔ جنگی                                                               |                  | ۱۰ آبان       | | [ ۵۰ ]        |
| ۵۲          | مهدی حضرتی                 | ۱۷ ساله     |                                                                                | کرج              | ۱۲ آبان       | | [ ۵۰ ]        |
| ۵۳          | نیما نوری                  | ۱۷ ساله     | اصابت گلولهٔ جنگی                                                               | کرج              |               | [ ۵۰ ] |               |
| ۵۴          | مبین میرکازهی              | ۱۴ ساله     | اصابت گلولهٔ جنگی                                                               | خاش              | ۱۳ آبان       | جمعه خونین خاش | [ ۵۰ ]        |
| ۵۵          | محمد قائمی‌فرد              | ۱۷ ساله     | اصابت گلولهٔ جنگی                                                               | دزفول            | ۱۵ آبان       | محمد روز ۳۰ مهر ماه در تجمعات دزفول از ناحیه سر مورد اصابت گلوله قرار گرفت و پس از ۱۵ روز که در کما به سر می‌برد، درگذشت. قائمی دروازه‌بان تیم فوتبال امین دزفول بود. پیکر او ساعت ۵ روز ۱۶ مهر در شهر دزفول به خاک سپرده شد. | [ ۵۰ ]        |
| ۵۶          | امیرعلی فولادی             | ۱۶ ساله     | اصابت گلولهٔ جنگی                                                               | اسلام‌آباد غرب    | ۲۰ آبان       | | [ ۵۰ ]        |
| ۵۷          | علی آبیار                  | ۱۷ ساله     | اصابت گلولهٔ جنگی                                                               | تکاب             | ۲۱ آبان       | [ ۵۰ ] |               |
| ۵۸          | محمدجواد زمانی             | ۱۶ ساله     | اصابت گلولهٔ جنگی                                                               | تهران، سلطان‌آباد | ۲۱ آبان       | | [ ۵۰ ]        |
| ۵۹          | میلاد سعیدی                | ۱۶ ساله     | اصابت گلولهٔ جنگی                                                               | تنکابن           | ۲۴ آبان       | | [ ۵۰ ]        |
| ۶۰          | سپهر مقصودی                | ۱۴ ساله     | اصابت گلولهٔ جنگی                                                               | ایذه             | ۲۵ آبان       | با شلیک گلوله مأموران امنیتی کشته شد و بعد از انتقال پیکرش به سردخانه بهشت زهرای ایذه، مأموران امنیتی جسد او را ربودند. | [ ۷۱ ]        |
| ۶۱          | دانیال پابندی              | ۱۷ ساله     | اصابت گلولهٔ جنگی به شکم                                                        | سقز              | ۲۵ آبان       | در خیابان فرقانی محله شهناز سقز با شلیک مستقیم گلوله به شکمش کشته شد. | [ ۷۲ ]        |
| ۶۲          | مهدی کابلی کفشگیری         | ۱۵ ساله     | شکنجه                                                                          | گرگان            | ۲۵ آبان       | زیر شکنجه مأموران امنیتی درگذشت (۲۵ ام به کما رفته و سپس در بیمارستان جانباخت) | [ ۵۰ ]        |
| ۶۳          | آرتین رحمانی               | ۱۳ ساله     | اصابت گلولهٔ جنگی                                                               | ایذه             | ۲۵ آبان       | | [ ۵۰ ]        |
| ۶۴          | کیان پیرفلک                | ۹ ساله      | اصابت گلولهٔ جنگی                                                               | ایذه             | ۲۵ آبان       | به گفتهٔ خانواده در حمله به بازار ایذه توسط نیروهای امنیتی کشته شد. |               |
| ۶۵          | بهاالدین ویسی              | ۱۶ ساله     | اصابت گلولهٔ جنگی                                                               | جوانرود          | ۲۹ آبان       | | [ ۵۰ ]        |
| ۶۶          | کاروان قادری               | ۱۶ ساله     | اصابت گلولهٔ                                                                    | پیرانشهر         | ۲۹ آبان       | در روز جهانی کودک با گلوله کشته شد. | [ ۷۴ ]        |
| آذر ۱۴۰۱    |                            |             |                                                                                |                  |               | |               |
| ۶۷          | محمدحسین کمندلو            | ۱۶ ساله     | اصابت گلولهٔ جنگی                                                               | تهران            | ۱ آذر         | | [ ۵۰ ]        |
| ۶۸          | مائده (ماهک) هاشمی         | ۱۶ ساله     | بر اثر ضربات باتوم و شلیک مأموران امنیتی                                       | شیراز            | ۳ آذر         | | [ ۵۰ ]        |
| ۶۹          | رضا کاظمی                  | ۱۶ ساله     | اصابت گلولهٔ جنگی                                                               | کامیاران         | ۶ آذر         | | [ ۵۰ ]        |
| ۷۰          | سیروس شریفی آب‌دوزک         | ۱۵ ساله     | اصابت ۱۲ گلوله جنگی                                                            | زاهدان           | ۱۱ آذر        | |               |
| ۷۱          | بَرزین حمزه‌زاده             | ۱۵ ساله     | ضرب و شتم و شکنجه دو کلیه را از دست داده و بعد از ۱۳ ماه جان خود را از دست داد | سردشت            | ۱۲ دی         | وی در جریان اعتراضات دستگیر و یک هفته توسط مأموران امنیتی زیر شکنجه بود، بطوری که هر دو کلیه خود را از دست داد و در طول ۱۳ ماه بارها بیهوش شده و به پزشک مراجعه کرده بود که در نهایت در ۱۲ دی زیر عمل جراحی جان خود را از دست داد. | [ ۷۵ ]        |

ابوالفضل امیرعطایی
|سارینا شیری